# (5425) Vojtěch
(5425) Vojtěch es un asteroide perteneciente al cinturón de asteroides, descubierto el 20 de septiembre de 1984 por Antonín Mrkos desde el Observatorio Kleť, České Budějovice, República Checa.

## Designación y nombre
Designado provisionalmente como 1984 SA1. Fue nombrado Vojtěch en honor al viajero checo y explorador de la Antártida Václav Vojtěch que en 1929 se convirtió en el primer checoslovaco en pisar el continente antártico. Este asteroide conmemora el septuagésimo aniversario de su participación en la expedición Byrd.

## Características orbitales
Vojtěch está situado a una distancia media del Sol de 2,454 ua, pudiendo alejarse hasta 2,783 ua y acercarse hasta 2,125 ua. Su excentricidad es 0,134 y la inclinación orbital 6,259 grados. Emplea 1404,58 días en completar una órbita alrededor del Sol.

## Características físicas
La magnitud absoluta de Vojtěch es 13,1. Tiene 7,052 km de diámetro y su albedo se estima en 0,246. 